# 石子順
石子 順（いしこ じゅん、1935年1月10日 - ）は、日本の漫画評論家、映画評論家。本名は石河 糺（いしこ ただし）で、1960年代後半ごろから「石子順」のペンネームを使用する。
評論家の石子順造（本名：木村泰典、1929年 - 1977年）とはペンネームが似ている上に、主たる評論分野が同じ漫画及び映画であり、活動期間が1970年代において重なっていて、しかも両者ともに日本共産党との関係が深い（石子順造は離党している）ために混同されやすく、親子もしくは親戚とおもわれている場合もあるが全くの別人で血縁関係もない。

## 来歴
1935年、京都府京都市生まれ。1953年に中国より帰国。1961年、東洋大学文学部卒。映画批評、中国映画の字幕翻訳を経て手塚治虫の漫画に出会い、1967年より漫画評論の執筆をはじめる。当時PTAや教育委員会から「悪書」とされた漫画の地位および質的な向上に尽力し、また、政治的な問題で集英社が出版を躊躇していた週刊少年ジャンプ連載漫画「はだしのゲン」全4巻（当時）の刊行および一般への普及に大きな役割を果たす。
石子順造は1967年より手塚治虫と論争を行い、手塚との関係が極めて悪かったのに対し、石子順は手塚と親しく、『手塚治虫 漫画の奥義』（1992年）では手塚の生前最後となるインタビューを行った。両者ともに漫画史および漫画評論（特に手塚論）における足跡は大きい。
2002-05年和光大学表現学部教授（視覚文化論）。映画についての研究も多い。

## 著書
- 『子どものマンガをどうする パパ、ママ、先生まじめに考えて!』啓隆閣新社 シリーズ=親と教師のために 1976
- 『手塚治虫マンガ漫画館』清山社 1977 マンガの魅力 漫画館シリーズ1
- 『ちばてつやマンガ漫画館』清山社 1977 マンガの魅力 漫画館シリーズ2
- 『少女マンガ漫画1号館』清山社 1977 マンガの魅力 漫画館シリーズ3
- 『漫画名作館 戦後マンガの主人公たち』現代史出版会 1977
- 『新マンガ学』毎日新聞社 1978
- 『松本零士マンガ漫画館』清山社 1978 マンガの魅力 漫画館シリーズ4
- 『試写会への招待状 第1便（1960～1969）』ヘラルド・エンタープライズ 1979
- 『日本漫画史』大月書店 1979　のち社会思想社現代教養文庫
- 『アニメ傑作コレクション』合同出版 1981
- 『中国映画の散歩』日中出版 1982
- 『漫画のある教室 教育に生かす知恵と工夫』あゆみ出版 1982
- 『漫画にみる戦争と平和90年』ほるぷ出版 1983
- 『映画366日館』社会思想社 現代教養文庫 1985
- 『昭和の戦争カリカチュア 一コマ漫画でたどる平和史』ほるぷ出版 1985
- 『現代漫画の主人公たち』草の根出版会 1988
- 『戦後漫画の主人公たち』草の根出版会 1989
- 『漫画詩人・手塚治虫』新日本新書 1991
- 『カリカチュアの近代 7人のヨーロッパ風刺画家』柏書房 1993
- 『ドーミエの風刺世界 現代漫画の源流』新日本出版社 1994
- 『中国明星物語 阮玲玉・趙丹・江青・鞏俐』社会思想社 現代教養文庫 1995
- 『日本の侵略中国の抵抗 漫画に見る日中戦争時代』大月書店 1995
- 『手塚治虫 未来からの使者』童心社 フォア文庫 1998
- 『漫画を読んで親子で語ろう』三友社出版 21世紀ブックレット 1998
- 『漫画家夫婦33景 愛と創作の心に残る話』本の泉社 1998
- 『手塚治虫 少年まんがの世界』童心社 フォア文庫 2000
- 『手塚治虫 少女まんがの世界』童心社 フォア文庫 2002
- 『中国映画の明星 朱旭、姜文、張藝謀、張國榮』平凡社 2003
- 『中国映画の明星 女優篇』平凡社 2003
- 『平和の探求・手塚治虫の原点』新日本出版社 2007
- 『漫画は戦争を忘れない』新日本出版社 2016

### 共著
- 『手塚治虫 漫画の奥義』聞き手 講談社 1992　のち「漫画全集 別巻9」講談社、光文社知恵の森文庫
- 『ぼくらが出合った戦争 漫画家の中国引揚げ行』ちばてつや・森田拳次共著 新日本出版社 2012